# كاساسيمارو
بلدية كأساسيمارو (بالإسبانية: Casasimarro)‏، هي إحدى بلديات مقاطعة قونكة إحدى مقاطعات إسبانيا، و التي تقع في منطقة قشتالة لا منتشا وسط البلاد, و المائلة لجهة الشرق من إسبانيا.
يبلغ عدد سكانها 3.120 نسمة وفقاً لإحصائية سنة (2007).